# Mabei
Mabei (kinesiska: 麻陂) är en köping i sydöstra Kina. Den ligger i Boluo härad i staden Huizhou i provinsen Guangdong, omkring 130 kilometer öster om provinshuvudstaden Guangzhou. Antalet invånare är 21 690. Befolkningen består av 10 782 kvinnor och 10 908 män. Barn under 15 år utgör 23,0 %, vuxna 15-64 år 65 %, och äldre över 65 år 10,0 %.